# 솥뚜껑
솥뚜껑은 가마솥의 뚜껑이다.

## 사용

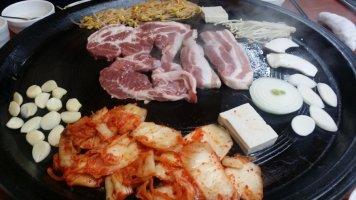
솥뚜껑에 삼겹살을 굽는 모습

원래 솥뚜껑은 솥의 뚜껑 역할을 하지만 음식을 구워먹는 용도로도 사용한다. 주로 삼겹살 등을 구워먹는다.

## 같이 보기
- 가마솥
- 번철